# Mistrovství světa v judu 1967
V. mistrovství světa se konalo v University of Utah v Salt Lake City ve dnech 9. srpna - 11. srpna 1967.

## Program
- STŘ - 09.08.1967 - těžká váha (+93 kg)
- STŘ - 09.08.1967 - polotěžká váha (−93 kg)
- ČTV - 10.08.1967 - střední váha (−80 kg)
- ČTV - 10.08.1967 - polostřední váha (−70 kg)
- PAT - 11.08.1967 - lehká váha (−63 kg)
- PAT - 11.08.1967 - bez rozdílu vah

## Výsledky
| Kategorie | Podrobně | Zlato                  | Stříbro                 | Bronz                   | Bronz                  |
| --------- | -------- | ---------------------- | ----------------------- | ----------------------- | ---------------------- |
| −63 kg    | podrobně | Takafumi Šigeoka (JPN) | Hirofumi Macuda (JPN)   | Kim Pjung-sik (KOR)     | Sergej Suslin (URS)RUS |
| −70 kg    | podrobně | Hiroši Minatoja (JPN)  | Pak Kil-sun (KOR)       | Takehide Nakatani (JPN) | Pak Čchong-sam (KOR)   |
| −80 kg    | podrobně | Eidži Maruki (JPN)     | Martin Poglajen (NED)   | Šiniči Enšu (JPN)       | Brian Jacks (GBR)      |
| −93 kg    | podrobně | Nobujuki Sató (JPN)    | Osamu Sató (JPN)        | Ernst Eugster (NED)     | Peter Herrmann (FRG)   |
| +93 kg    | podrobně | Wim Ruska (NED)        | Nobujuki Maedžima (JPN) | Anzor Kiknadze (URS)GEO | Takeši Macuzaka (JPN)  |